# ばんばひろふみのKYOTO Revolution
ばんばひろふみのKYOTO Revolution（ばんばひろふみのキョウトレボリューション）は、KBS京都ラジオで、1999年3月まで毎週金曜日の17:00 - 17:50に放送されたニュース番組。

## 番組概要
放送時間は金曜の午後5時00分から5時50分。

## 出演者

### パーソナリティー
- ばんばひろふみ

### アシスタント
- 成田万寿美